# Pyrgomantis congica
Pyrgomantis congica är en bönsyrseart som beskrevs av Giglio-tos 1917. Pyrgomantis congica ingår i släktet Pyrgomantis och familjen Tarachodidae. Inga underarter finns listade i Catalogue of Life.